# Furioso (cheval)
Furioso (né en 1939, mort le 3 mars 1967) est un étalon Pur-sang, parmi les plus importants fondateurs du stud-book des chevaux Selle français. Il est notamment le père de Furioso II, et le grand-père de Jalisco B.

## Histoire
Il naît en 1939, en Angleterre. Furioso se révèle être un mauvais cheval de course, ne gagnant aucune des 21 courses auxquelles il participe. Il ne récupère que 92 livres sterling de gains.
Son apparence séduit des inspecteurs des haras nationaux français, qui l'importent depuis l'Angleterre vers la France en 1946. Il fait dès lors la monte au haras national du Pin, jusqu'à sa mort. Il meurt le 3 septembre 1967, à l'âge de 28 ans, d'une crise cardiaque.

## Description
Furioso est un  étalon de race Pur-sang, à la robe bai-brun. Il mesure 1,66 m.
Il est décrit comme un étalon bien équilibré, doté d'une bonne ossature, et d'un pas exceptionnellement énergique avec une grande amplitude. Son trot et son galop ne sont pas aussi bons. Malgré son tempérament énergique, il se montre aussi docile.

## Origines
Furioso est un fils de l'étalon Pur-sang Precipitation  et de la jument Pur-sang Maureen, par Double Life

## Descendance et hommages
Furioso est considéré comme l'un des plus importants fondateurs du Selle français, mais ce statut de chef de race n'a été acquis qu'après sa mort. En tant que chef de race à l'origine d'une impressionnante lignée de champions en saut d'obstacles, il dispose du privilège d'avoir sa stèle à l'intérieur du haras national du Pin. Cette stèle continue à attirer des touristes (2017).
Furioso est notamment le père de Lutteur B (1955) et de Ma Pomme (1956), la mère de Fair Play III. Il a également donné Tanagra (1956), la mère de Jalisco B, ainsi que Pomone B (1959, monture olympique de Pierre Jonquères d'Oriola), Ulpienne (1964), Furioso II (1965), Brilloso (1967), et Célia de Paulstra (1968). Ascendant du champion olympique Nino des buissonnets. 